# 1543
Cette page concerne l'année 1543  du calendrier julien.
L'année 1543 est une année commune qui commence un lundi.

## Événements

### Afrique
- Janvier : échec des Espagnols d’Oran conduit par Alonzo Martinez de Agulo contre Tlemcen au défilé de la chair (Chaabet-el-Leham)[1].
- 6 février[2] : le comte d'Alcaudète, gouverneur espagnol d’Oran s'empare de Tlemcen où il établit le roi zianide Abd Allah. Alcaudète a des difficultés à regagner Oran (mars) et Abd Allah ne peut se maintenir. Le comte va chercher des renforts en Espagne (juin). À la suite de son échec, le beylerbey d'Alger Hassan Agha est remplacé par le fils de Khayr al-Din Hassan Pacha (1544)[1].
- 21 février : les troupes d'Ahmed Gragne sont surprises et décimées par l’empereur d'Éthiopie Claude à la bataille de Wayna Daga, près du lac Tana, où il est lui-même tué d’une balle de mousquet par le Portugais Pero de Lian[3]. Privés de leur chef, ses soldats se dispersent et sont taillés en pièces dans leur fuite vers l’Adal. Les chrétiens éthiopiens aidés par le Portugal repoussent l'avancée islamique en Éthiopie. Le pays se ferme ensuite aux Occidentaux. Nur ibn al-Wazir Mujahid succède à Ahmed Gragne comme émir d'Adal, encouragé par sa veuve. Il fortifie Harar.
- Le royaume du Congo décline à la mort du manicongo Alphonse Ier, car des différends pour sa succession opposent son fils Pedro à son neveu Diogo[4].

### Amérique
- 6 janvier : Domingo Martínez de Irala qui remonte río Paraguay fonde Puerto de los Reyes sur la lagune La Gaiba[5].
- 4 février : incendie d'Asuncion[6].
- 1er mars, Madrid : Blasco Núñez Vela est nommé vice-roi de Nouvelle-Castille[7]. Au Pérou, les colons se révoltent contre la suppression de l’encomienda (Leyes Nuevas). Charles Quint envoie une armée et nomme un vice-roi, qui sera assassiné par les rebelles (1546)[8].
- Mai : départ de Cuzco d'une expédition dirigée par Diego de Rojas, puis à sa mort par Francisco de Mendoza. Elle entre à Tucumán et relie le Pérou au río de la Plata (1546)[9].

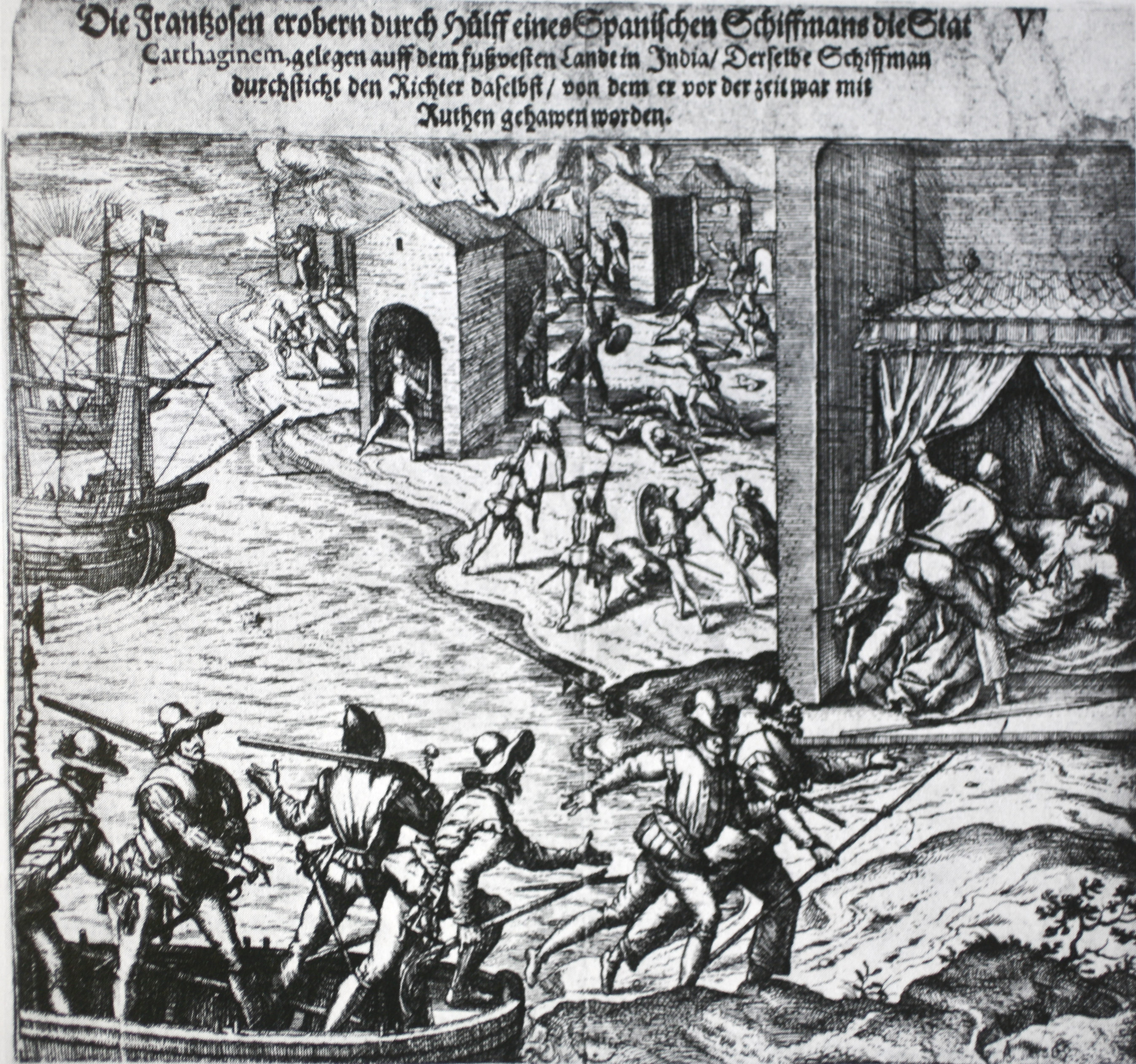
24 juillet : sac de Carthagène des Indes

- 24 juillet : Carthagène des Indes est mise à sac par 300 corsaires français[10].
- 9 août : Ordonnance royale organisant les flottes espagnoles de l'or en convoi pour traverser l'Océan Atlantique[11].
- 8 septembre : Álvar Núñez Cabeza de Vaca quitte Asuncion pour une expédition d'exploration sur le río Paraguay (fin en 1544)[6].
- 11 septembre : en raison de la guerre, Jean-François de La Rocque sieur de Roberval est rappelé en France avec la colonie canadienne fondée en 1541 à Cap-Rouge près de Québec.
- 13 septembre : création de l'Audiencia de Guatemala[12].

### Asie
- 2 février : Lopez de Villalobos tente la colonisation des Philippines[13].
- Juin, Inde : chute de Raisen[14]. Sher Shâh Sûrî assiège et prend la forteresse Râjput de Raisin dont les défenseurs se donnent la mort ou se font tuer jusqu’au dernier (si une place Râjput est en passe d’être prise, les femmes et les enfants, pour ne pas être déshonorés, se jettent dans un brasier (rite du jauhâr) tandis que les hommes se battent jusqu’au dernier). Après de sanglants combats, le Rajputana est soumis et Sher Shah se tourne vers l’Inde centrale où il prend Kalinjar (mai 1545)[15].

- 23 septembre : les Portugais Antonio da Mota, Antonio Peixoto et Francisco Zeimoto atteignent le Japon[16]. Trois marins, poussés par un typhon, s'échouent sur Tanegashima, une île de l'archipel Okinawa au sud du Japon, proche de Kyushu. Le daimyô local fait confisquer leur cargaison et les Portugais reviennent l’année suivante. Ils lui enseignent les principes de fabrication des mousquets. Début de l'époque du commerce Nanban (1543-1650)[17].

- Tibet : naissance de Sonam Gyatso, chef de l'école Gelugpa. En 1578, il reçoit d'Altan Khan le titre de Dalaï-lama qui est appliqué rétrospectivement à ses deux prédécesseurs. Il meurt en 1588[18].
- La Mongolie a été divisée à la mort Dayan Khan[19].

### Europe
- 22 janvier-12 mai : second Acte d'Union entre le Pays de Galles et l’Angleterre[20].
- 2 février, Madrid : Charles Quint confie la régence d'Espagne à son fils Philippe[21].
- 11 février : traité de Londres entre Charles Quint et Henri VIII d'Angleterre, qui prend le parti de l'empereur[22]. L’Angleterre entre en guerre contre la France (fin en 1546).

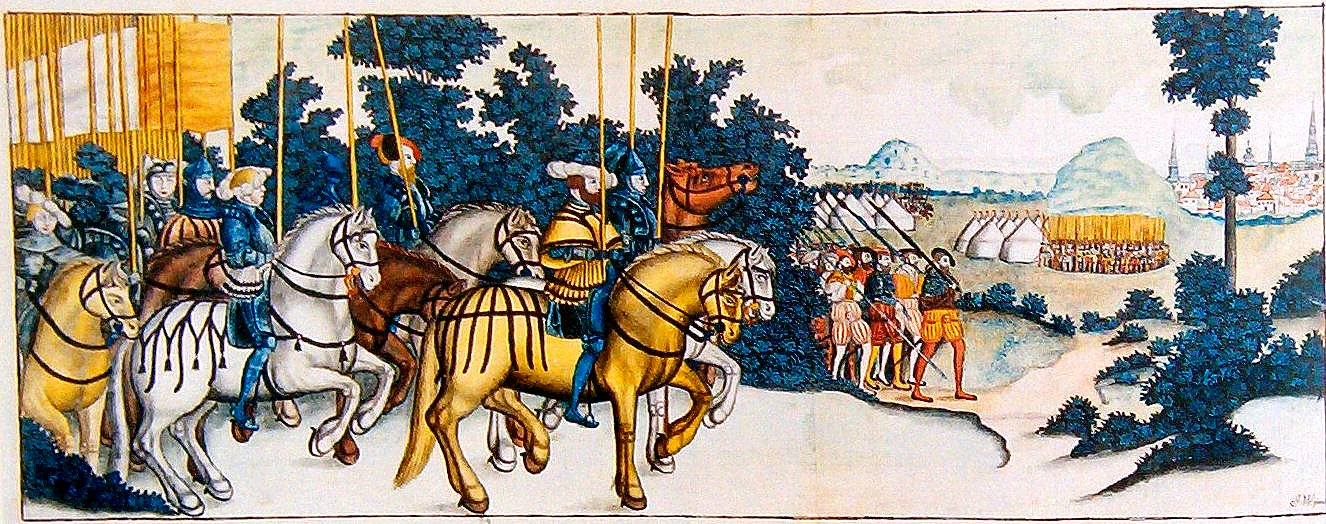
Mars : les troupes de Gustav Vasa en route contre Nils Dacke.

- 20 mars : en Suède, le révolté Nils Dacke est écrasé près du lac de Hjorten (Småland)[23]. Blessé, il se réfugie en Blekinge où il est arrêté et exécuté en juillet.
- 24 mars : Guillaume de Clèves est battu à Sittard dans le duché de Juliers par les Impériaux[22].

- 7 avril : Olaus Petri est réintégré dans sa fonction de curé de la Storkyrkan à Stockholm[24].

- 1er mai, Barcelone : Charles Quint quitte l’Espagne pour n’y revenir qu’après son abdication[21]. Il réside dans l’empire ou aux Pays-Bas (jusqu'en 1556).
- 12 mai :
  - Portugal : mariage par procuration à Almeirim de Philippe, fils de Charles Quint, avec Marie, infante de Portugal[25] (les noces sont célébrées le 14 novembre à Salamanque)[26].
  - Angleterre : Acte pour l’avancée de la vraie religion (Act for the Advancement of True Religion) qui limite la lecture de la Bible aux clercs, aux nobles et à la classe supérieure de la société[27]. Le Livre du Roi (King's Book) rétablit les sept sacrements, le culte de la Vierge et des Saints, et le célibat des prêtres ; il interdit au petit peuple la lecture de la Bible en anglais.
- 24 mai : mort de l'astronome polonais Nicolas Copernic. Andreas Osiander publie à Nuremberg quelques jours plus tôt ses théories dans Des révolutions des sphères célestes (De revolutionibus orbium coelestium) qui montre que la théorie héliocentrique simplifie les calculs astronomiques[28]. Cet ouvrage ne sera accepté que cent ans plus tard. Début de la révolution copernicienne.
- 25 mai : Charles Quint arrive à Gênes[21]. Il y rencontre Côme Ier de Médicis et vend les forteresses de Livourne et de Pise à Florence[22].

- 1er juin, Sofia : début d'une sixième campagne des Ottomans en Hongrie[29].
- 22 juin : conférences entre Charles Quint et le pape Paul III à Busseto près de Crémone[22].

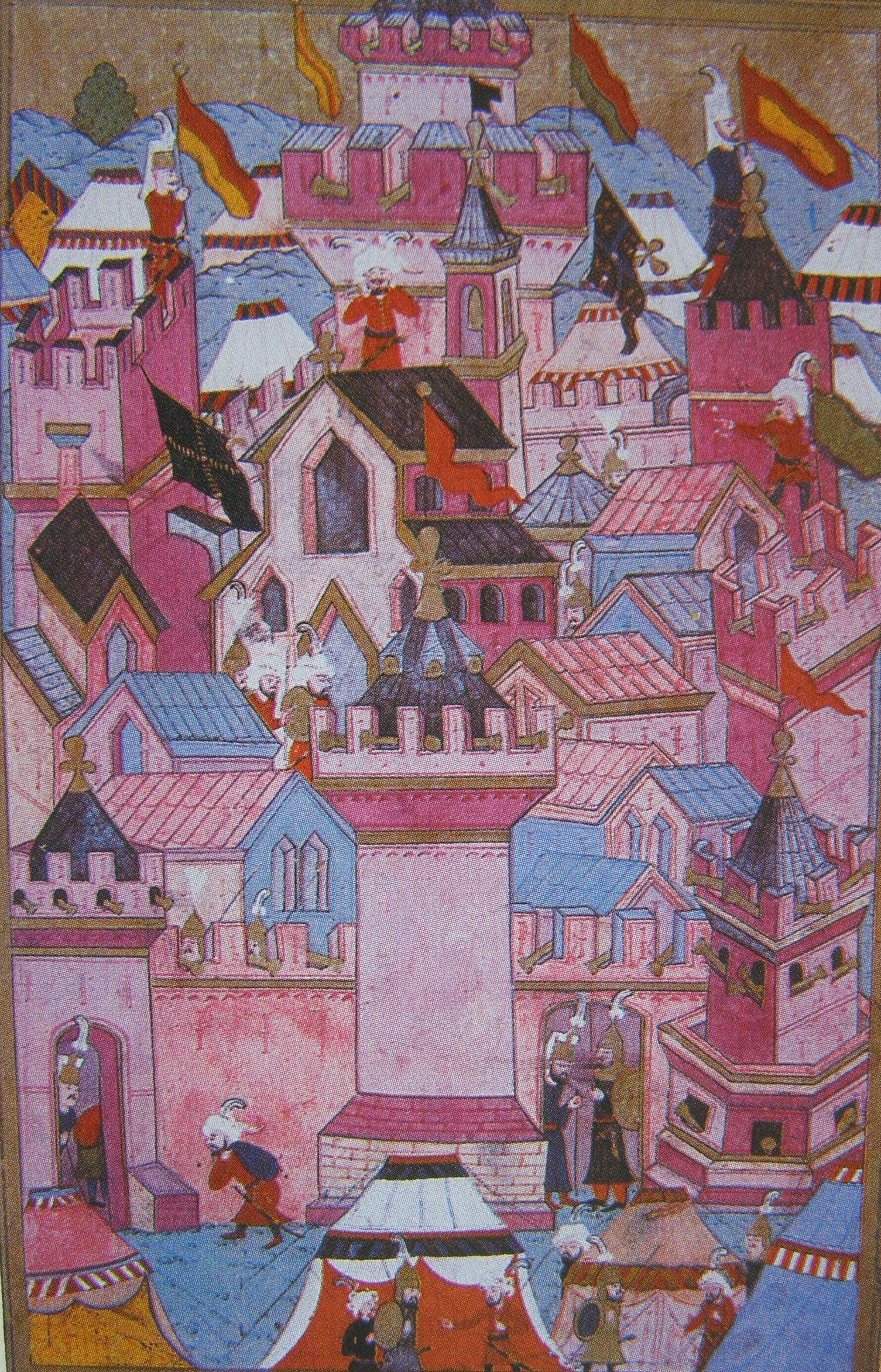
25 juillet-10 août : siège d’Esztergom

- 12 juillet : Henri VIII d'Angleterre épouse Catherine Parr (1512-1548) en sixièmes noces[30].
- Juillet : Süleyman Ier s’empare de Pécs en Hongrie[31].

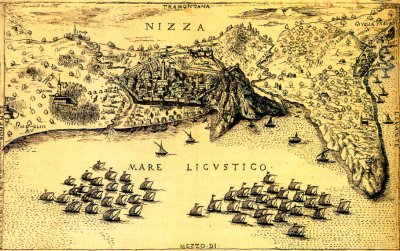
10-22 août : siège de Nice.

- 10-22 août : siège de Nice par les troupes françaises du comte d'Enghien et la flotte turque de Khayr ad-Din Barberousse, hébergée à Toulon pendant l'hiver 1543-1544. La ville se rend sauf la citadelle[22].
- 9 août : Süleyman Ier s’empare d’Esztergom en Hongrie[29].
- 26 août : prise de Düren par les Impériaux[22].

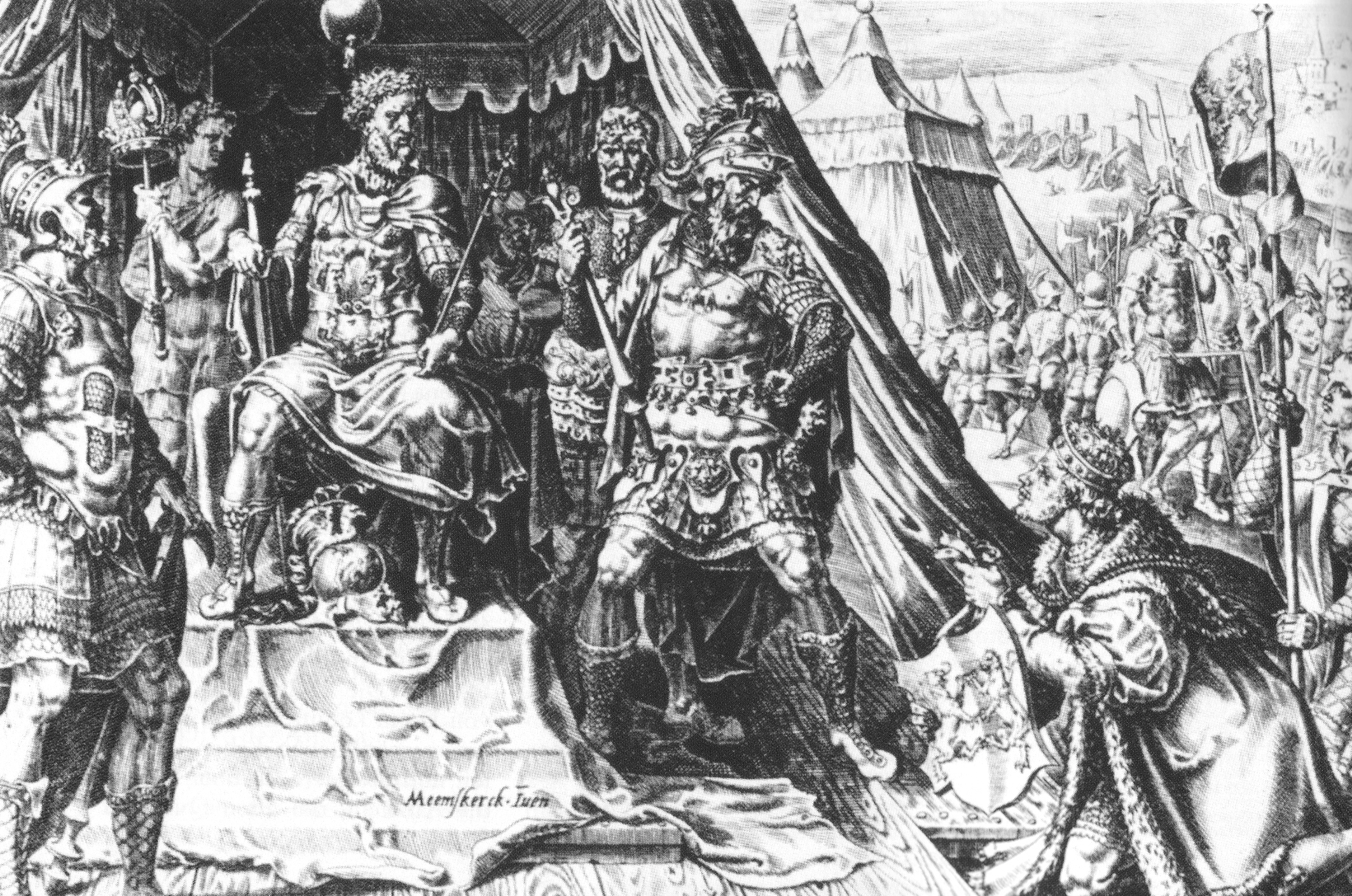
7 septembre : traité de Venloo

- 7 septembre : traité de Venloo ; Charles Quint met fin à l’indépendance de la Gueldre et de Zutphen, après une ultime lutte contre Guillaume de Clèves, que les États pontificaux avaient choisi pour succéder au défunt duc Charles[21].
- 12 septembre : duc d’Orléans reprend Luxembourg ; François Ier entre dans la ville le 28 septembre[32].
- 20 septembre : édit de François Ier qui ordonne la reconstruction des Halles de Paris[33]

- 20 octobre : Charles Quint arrive devant Landrecies assiégée par ses troupes[21].

- 2 novembre : Charles Quint fait lever le siège de Landrecies après que la ville a été ravitaillée par Martin du Bellay[22].
- 29 décembre : Ivan IV de Russie fait étrangler André Chouïski par ses valets de chien. Les Glinski reprennent le pouvoir[34].

- La diète de Cracovie publie en polonais ses Résolutions au détriment du latin[35].

- Vésale publie De humani corporis fabrica (La fabrique du corps humain) à Bâle, ouvrage anatomique qui soumet à une vérification systématique l'héritage de Galien et avance des principes révolutionnaires.

## Naissances en 1543
- 1er janvier : Otto Walper, théologien et philosophe allemand († 28 décembre 1624).
- 7 janvier : Hélène d'Autriche, archiduchesse d'Autriche († 5 mars 1574).
- 18 janvier : Alfonso Ferrabosco l'ancien, compositeur italien († 12 août 1588).
- 31 janvier : Tokugawa Ieyasu, daimyo puis shogun du Japon († 1er juin 1616).
- 4 février : Johan Van Heurne, médecin et philosophe néerlandais († 11 août 1601).
- 18 février : Charles III, duc de Lorraine et de Bar († 14 mai 1608).
- 20 février : Kōsa, 11e chef du Hongan-ji de Kyoto et abbé en chef du Ishiyama Hongan-ji († 27 décembre 1592).
- 26 février : Kanō Eitoku, peintre japonais de l'école Kanō († 12 octobre 1590).
- 28 février : Sonam Gyatso, 3e dalaï-lama († 20 avril 1588).
- 3 mars : Pierre de Villars, prélat français († 18 juin 1613).
- 7 mars : Jean-Casimir du Palatinat, troisième fils de Frédéric III du Palatinat et de Marie de Brandebourg-Culmbach († 16 janvier 1592).
- 12 mars : Antonio Archilei, chanteur, compositeur et luthiste italien († 1er janvier 1612).
- ? mars :
  - Martin von Eyb, prince-évêque de Bamberg († 27 août 1594).
  - Antoine de Roquelaure, gentilhomme et militaire français († 9 juin 1625).
- 1er avril : François de Bonne de Lesdiguières, militaire français († 28 septembre 1626).
- 11 avril : Georges-Jean de Palatinat-Veldenz, membre de la branche cadette de la Maison palatine de Wittelsbach, celle de Deux-Ponts et Neubourg († 8 avril 1592).
- 2 mai : Jan Moretus, imprimeur flamand († 1610).
- 10 juin : Agostino Tornielli, religieux et savant italien († 10 juin 1622).
- 29 juin : Christine de Hesse, Duchesse consort de Schleswig-Holstein-Gottorp († 13 mai 1604).
- 9 juillet : Jeong Gu, philosophe néoconfucianiste coréen († 5 janvier 1620).
- 21 août : Giovanni Bembo, 92e doge de Venise († 16 mars 1618).
- 23 août : François de la Magdelaine, marquis de Ragny, bailli d'Auxois, gouverneur du Nivernais, est un capitaine et maréchal de camp français († 1626).
- 7 septembre : François Pithou, juriste et érudit français († 25 janvier 1621).
- 14 septembre : Claudio Acquaviva, prêtre jésuite italien († 31 janvier 1615).
- 29 septembre : Jean de Médicis, cardinal italien († 20 novembre 1562).
- 20 octobre : Simon Goulart, théologien et humaniste français († 3 février 1628).
- 23 octobre : Juan de la Cueva, poète et dramaturge espagnol du Siècle d'or († octobre 1612).
- 8 novembre : Lettice Knollys, aristocrate anglaise († 25 décembre 1634).
- 18 novembre : Geoffroy de Vivans, chef militaire français († 21 août 1592).
- 3 décembre : Alessandro Riario, cardinal italien († 18 juillet 1585).
- 29 décembre : Catherine de Nassau-Dillenbourg, fille de Guillaume de Nassau-Dillenbourg et de sa seconde épouse, Juliana de Stolberg et sœur de Guillaume le taciturne († 25 décembre 1624).

- Date précise inconnue :
  - Ladislao d'Aquino, cardinal italien († 12 février 1621).
  - Louis Bellaud, poète provençal († 1588).
  - Taddeo Carlone, sculpteur d'origine tessinoise († 25 mars 1613).
  - Chen Lin, général et amiral chinois de la dynastie Ming († 1607).
  - Claude Catherine de Clermont, salonnière française († 18 février 1603).
  - Timoléon de Cossé, comte de Brissac († 28 avril 1569).
  - Louis des Balbes de Berton de Crillon, homme de guerre français († 1615).
  - Date Terumune, daimyo de la province de Mutsu au Japon durant la période Sengoku († 29 novembre 1585).
  - Thomas Deloney, écrivain anglais († avril 1600).
  - Alessandro Fei, peintre maniériste italien de l'école florentine de l'atelier de Ghirlandaio († 1592).
  - Domenico Fontana, architecte maniériste tessinois († 1607).
  - Francesco Grimaldi, religieux théatin et architecte italien († 1er août 1613).
  - Han Ho, calligraphe coréen de la dynastie de Joseon († 1605).
  - Aymar Hennequin, prélat français, évêque de Rennes († 13 janvier 1596).
  - Ichijō Kanesada, un des chefs de la famille Ichijō dans la province de Tosa à la fin de l'époque Sengoku du Japon féodal († 27 juillet 1585).
  - Johann Thomas Freig, philosophe allemand († 16 janvier 1583).
  - Kinoshita Iesada, samouraï de l'époque Sengoku et du début de l'époque d'Edo († 4 octobre 1608).
  - Prosper de Luzzara, noble italien († 25 septembre 1614).
  - Ma Gui, général de la dynastie Ming († 1607).
  - Charles de Mansfeld, général allemand de la Guerre de Cologne et des Guerres austro-turques († 24 août 1595).
  - Anselmo Marzato, cardinal italien († 17 août 1607).
  - Quentin Metsys le Jeune, peintre flamand († 1589).
  - René de La Tour Gouvernet, chef huguenot († 1619).
  - Michele Ruggieri, prêtre jésuite italien, missionnaire en Chine († 11 mai 1607).
  - Magnus II de Saxe-Lauenbourg, prince de la maison d'Ascanie († 14 mai 1603).
  - Tiburzio Spannocchi, architecte et ingénieur militaire italien († 1606).
  - Costanzo Varolio, anatomiste italien († 1575).
  - Gilles Vinchant, seigneur de la Haye, Morval, La Motte, Offrebaix et échevin de la ville de Mons († 11 juillet 1631).

- Vers 1543 :
  - Jakob Ayrer, auteur dramatique allemand († 26 mars 1605).
  - Sébastien Michaëlis, dominicain français († 5 mai 1618).
  - François Quesnel, peintre et dessinateur français († 1616).

## Décès en 1543
- 3 janvier : João Rodrigues Cabrilho, explorateur portugais (° 1499).
- 9 janvier : Guillaume du Bellay, historien français (° 1491).
- 3 mai : Altobello Melone, peintre italien (° vers 1491).
- 24 mai : Nicolas Copernic, chanoine, médecin et astronome polonais (° 19 février 1473).
- 30 mai : Gilbert de Longueil (Gisbert Longolius), humaniste hollandais, né en 1507.
- 29 novembre : Hans Holbein le Jeune, peintre et graveur allemand (° 1497).
- Date précise inconnue :
  - Cesare Cesariano, peintre et architecte italien  (° 1475).
  - Şehzade Mehmed, premier fils du sultan Soliman le Magnifique et Hürrem Sultan (° 1521).
  - Tsuruhime, résistante japonaise (° 1526).
  - Wilhem Ziegler, peintre allemand (° vers 1480).
  - Willem van Zuylen van Nijevelt, écrivain et poète néerlandais (° ?).